# Daniel Giger (hockey sur glace)
Pour les articles homonymes, voir Daniel Giger.
Daniel Giger, né le 25 mai 1974 à Vals dans le canton des Grisons, est un joueur professionnel suisse de hockey sur glace. Il a évolué au poste d’attaquant dans le championnat de Suisse de hockey sur glace .

## Carrière de joueur
Daniel Giger a commencé sa carrière au EV Zoug au début des années 1990. Issu des juniors du club, il joue son premier match de LNA lors de la saison saison 1992-1993. 
En 1998, il quitte Zoug, pour rejoindre Fribourg-Gottéron. Il y reste deux saisons avant de partir au SC Rapperswil-Jona pour trois saisons. Au début 2003, il retourne à Zoug en même temps que ses amis d'enfance Patrick Fischer et Livio Fazio.
Il y termine sa carrière de joueur en 2006 à la suite d'ennuis de santé,.

## Reconversion
Daniel Giger est désormais agent de joueurs et directeur de la société 4sports & Entertainment AG, et représente, avec l’aide de Sandro Bertaggia, des joueurs et personnalités du hockey suisses et internationales dont John Fust, Glen Hanlon, Kevin Fiala, Gerd Zenhäusern ou encore  John Fritsche.

## Statistiques
| Saison     | Équipe               | Ligue      |     | Saison régulière | Saison régulière | Saison régulière | Saison régulière | Saison régulière |   | Séries éliminatoires | Séries éliminatoires | Séries éliminatoires | Séries éliminatoires | Séries éliminatoires |
| Saison     | Équipe               | Ligue      | PJ  | B                | A                | Pts              | Pun              | PJ               | B | A                    | Pts                  | Pun                  |                      |                      |
| 1992-1993  | EV Zoug              | LNA        | 2   | 0                | 0                | 0                | 0                |                  |   |                      |                      |                      |                      |                      |
| 1993-1994  | EV Zoug              | LNA        | 33  | 2                | 0                | 2                | 4                | 9                | 0 | 0                    | 0                    | 0                    |                      |                      |
| 1994-1995  | EV Zoug              | LNA        | 36  | 0                | 7                | 7                | 8                | 12               | 2 | 0                    | 2                    | 0                    |                      |                      |
| 1995-1996  | EV Zoug              | LNA        | 34  | 3                | 4                | 7                | 24               | 9                | 0 | 2                    | 2                    | 8                    |                      |                      |
| 1996-1997  | EV Zoug              | LNA        | 46  | 12               | 12               | 24               | 18               | 10               | 0 | 1                    | 1                    | 0                    |                      |                      |
| 1997-1998  | EV Zoug              | LNA        | 26  | 0                | 1                | 1                | 2                | 20               | 0 | 3                    | 3                    | 0                    |                      |                      |
| 1998-1999  | HC Fribourg-Gottéron | LNA        | 26  | 2                | 7                | 9                | 12               |                  |   |                      |                      |                      |                      |                      |
| 1999-2000  | HC Fribourg-Gottéron | LNA        | 42  | 3                | 6                | 9                | 18               | 4                | 0 | 0                    | 0                    | 2                    |                      |                      |
| 2000-2001  | SC Rapperswil-Jona   | LNA        | 44  | 11               | 21               | 32               | 65               | 4                | 0 | 1                    | 1                    | 0                    |                      |                      |
| 2001-2002  | SC Rapperswil-Jona   | LNA        | 44  | 13               | 13               | 26               | 65               | 5                | 0 | 2                    | 2                    | 4                    |                      |                      |
| 2002-2003  | SC Rapperswil-Jona   | LNA        | 43  | 11               | 16               | 27               | 14               | 7                | 1 | 2                    | 3                    | 8                    |                      |                      |
| 2003-2004  | EV Zoug              | LNA        | 46  | 7                | 8                | 15               | 49               | 5                | 1 | 0                    | 1                    | 4                    |                      |                      |
| 2004-2005  | EV Zoug              | LNA        | 33  | 2                | 4                | 6                | 20               | 9                | 0 | 1                    | 1                    | 12                   |                      |                      |
| 2005-2006  | EV Zoug              | LNA        | 27  | 0                | 2                | 2                | 20               |                  |   |                      |                      |                      |                      |                      |
| Totaux LNA | Totaux LNA           | Totaux LNA | 482 | 66               | 101              | 167              | 319              | 94               | 4 | 12                   | 16                   | 38                   |                      |                      |

## Palmarès
- Champion de Suisse en 1998  avec le EV Zoug